# فينتشنزو سانتوبادري
فينتشنزو سانتوبادري (بالإيطالية: Vincenzo Santopadre)‏ مواليد 11 أغسطس 1971 في روما، هو لاعب كرة مضرب إيطالي سابق بدأ مسيرته كمحترف سنة 1991 وكان يلعب باليد اليسرى، اعتزل اللعب في 2005. أعلى تصنيف له في الفردي كان المركز الـ 100 في سنة 1999. أعلى تصنيف له في الزوجي كان المركز الـ 103 في سنة 1998.

## النهائيات
| الحصيلة | الرقم | التاريخ | الدورة                            | الأرضية | الشريك        | المنافس في النهائي              | النتيجة في النهائي |
| ------- | ----- | ------- | --------------------------------- | ------- | ------------- | ------------------------------- | ------------------ |
| الفوز   | 1.    | 1997    | طشقند, أوزبكستان                  | صلبة    | فينسنت سباديا | هشام أرازي إيال ران             | 6–4, 6–7, 6–0      |
| الوصافة | 1.    | 1999    | بطولة الدار البيضاء للتنس, المغرب | ترابية  | ماسيمو أردنجي | فيرناندو ميليغيني خايمي أونسينس | 2–6, 3–6           |

## روابط خارجية
- فينتشنزو سانتوبادري على موقع رابطة محترفي التنس (الإنجليزية)
- فينتشنزو سانتوبادري على موقع الاتحاد الدولي لكرة المضرب (الإنجليزية)
- فينتشنزو سانتوبادري على موقع كأس ديفيز (الإنجليزية)
- فينتشنزو سانتوبادري على موقع خلاصة التنس.كوم (الإنجليزية)